# Szwedzka Formuła 3
Szwedzka Formuła 3 – rozgrywany w latach 1964–1993 oraz 1997–2000 cykl wyścigów samochodowych w Szwecji według przepisów Formuły 3.

## Historia
Serię poprzedzała Szwedzka Formuła Junior, rozgrywana w latach 1961–1963. W 1964 roku powołano mistrzostwa Svenska F3-mästerskapet. Uczestniczyli w niej m.in. późniejsi kierowcy Formuły 1: Reine Wisell, Ronnie Peterson, Torsten Palm, Conny Andersson czy Slim Borgudd. Po 1980 roku mistrzostwa zostały połączone z Formułą Super Vee i Formułą Ford 2000, tworząc Formułę Super. Mimo to w mistrzostwach najszybsze były pojazdy w specyfikacji Formuły 3. Od 1984 roku w serii ponownie wystawiano wyłącznie samochody Formuły 3. Ostatni sezon serii rozegrano w 1993 roku. Szwedzką Formułę 3 reaktywowano w latach 1997–2000.

## Mistrzowie
Pochyloną czcionką oznaczono mistrzostwa według przepisów Formuły Junior.
| Sezon | Mistrz                    | Zespół                           | Samochód                                |                           |
| ----- | ------------------------- | -------------------------------- | --------------------------------------- | ------------------------- |
| 1961  | Yngve Rosqvist            | Lotus Racing Team                | Lotus 18-Ford                           |                           |
| 1962  | Yngve Rosqvist            | Rosqvist Racing Team             | Cooper T59-BMC                          |                           |
| 1963  | Gunnar Carlsson           | Filipstads MC                    | Lotus 22-Ford                           |                           |
| 1964  | Sven Mattsson             | SMK Stockholm                    | Lotus 22-Ford                           |                           |
| 1965  | Picko Troberg             | Botkyrka MK                      | Brabham BT15-Ford                       |                           |
| 1966  | Freddy Kottulinsky        | Haj-Haj Racing Team              | Lotus 35-Ford                           |                           |
| 1967  | Reine Wisell              | Team Baltzar Racing Organisation | Brabham BT18-Ford                       |                           |
| 1968  | Ronnie Peterson           | Squadra Robardie                 | Tecno 68-Ford                           |                           |
| 1969  | Ronnie Peterson           | Vicks Scandinavia                | Tecno 69-Ford                           |                           |
| 1970  | Torsten Palm              | Mennen Racing Team               | Brabham BT28-Ford                       |                           |
| 1971  | Torsten Palm              | Mennen - Torsten Palm Racing     | Brabham BT28-Ford                       |                           |
| 1972  | Conny Andersson           | Conny Andersson Racing           | Brabham BT35-Ford Brabham BT38-Ford     |                           |
| 1973  | Håkan Dahlqvist           | Karlssons Klister Racing Team    | Merlyn Mk 22-Ford                       |                           |
| 1974  | Conny Andersson           | GeKås Kläder Racing              | March 743-Toyota                        |                           |
| 1975  | Conny Ljungfeldt          | Rotel Racing                     | March 743-Toyota                        |                           |
| 1976  | Conny Ljungfeldt          | Rotel Racing Team                | Vikinga TH1A-Toyota                     |                           |
| 1977  | Anders Olofsson           | Puss o Kram Jeans Racing         | Ralt RT1-Toyota                         |                           |
| 1978  | Anders Olofsson           | Strike Up Racing Team            | Ralt RT1-Toyota                         |                           |
| 1979  | Slim Borgudd              | Strike Ten Racing Team           | Ralt RT1-Toyota                         |                           |
| 1980  | Thorbjörn Carlsson        | Thorbjörn Carlsson               | Ralt RT1-Toyota                         |                           |
| 1981  | Bengt Trägårdh            | Top Print Reklam                 | Ralt RT3-Toyota                         |                           |
| 1982  | Thorbjörn Carlsson        | Thorbjörn Carlsson               | Ralt RT3-Toyota                         |                           |
| 1983  | Leo Andersson             | Sonett Liftar                    | Ralt RT3-Toyota                         |                           |
| 1984  | Leif Lindström            | Leif Lindström                   | Ralt RT3-Toyota                         |                           |
| 1985  | Thomas Danielsson         | Picko Troberg Racing             | Reynard 853-Saab Reynard 853-Volkswagen |                           |
| 1986  | Niclas Schönström         | The Swedish Lions                | Reynard 863-Volkswagen                  |                           |
| 1987  | Michael Johansson         | The Swedish Lions - Team Canon   | Ralt RT31-Alfa Romeo                    |                           |
| 1988  | Michael Johansson         | Tommy Jagerwall Racing           | Ralt RT31-Alfa Romeo                    |                           |
| 1989  | Jan Nilsson               | G-son Racing AB                  | Reynard 883-Volkswagen                  |                           |
| 1990  | Niclas Jönsson            | Team Itchi Ban                   | Reynard 903-Mugen Honda                 |                           |
| 1991  | Niclas Jönsson            | Team Itchi Ban                   | Reynard 913-Mugen Honda                 |                           |
| 1992  | Peter Åslund              | Claes Rothstein Motorsport       | Ralt RT35-Volkswagen                    |                           |
| 1993  | Magnus Wallinder          | Team Itchi Ban                   | Reynard 913-Mugen Honda                 |                           |
| 1994  | mistrzostw nie rozgrywano | mistrzostw nie rozgrywano        | mistrzostw nie rozgrywano               | mistrzostw nie rozgrywano |
| 1995  | mistrzostw nie rozgrywano | mistrzostw nie rozgrywano        | mistrzostw nie rozgrywano               | mistrzostw nie rozgrywano |
| 1996  | mistrzostw nie rozgrywano | mistrzostw nie rozgrywano        | mistrzostw nie rozgrywano               | mistrzostw nie rozgrywano |
| 1997  | Ulf Johansson             | Ulf Johansson                    | Dallara 394-Opel                        |                           |
| 1998  | Jimmy Bohlin              | Jimmy Bohlin                     | Dallara 394-Opel                        |                           |
| 1999  | Thed Björk                | Monica Stråth Motorsport         | Dallara 394-Opel                        |                           |
| 2000  | Mikael Karlsson           | Monica Stråth Motorsport         | Dallara 394-Mugen Honda                 |                           |